# ニュースセンター首都圏
『ニュースセンター首都圏』（ニュースセンターしゅとけん）は、NHK総合テレビジョンで1991年4月5日から1993年3月25日まで放送されていた午前の地域情報番組である。

## 概要
前身番組は1985年4月8日から1991年3月25日まで放送されていた『くらしの情報』。
番組の前半は曜日別に各県（月曜日：神奈川県、火曜日：群馬県、水曜日：栃木県、木曜日：茨城県、金曜日：千葉県、土曜日：埼玉県）の地域情報、後半は東京の地域情報を伝えた。
後継番組は『こんにちはいっと6けん』。

## 出演者
- 平日
  - 増渕路子
- 土曜日
  - 宮本潤子